# Безье (округ)

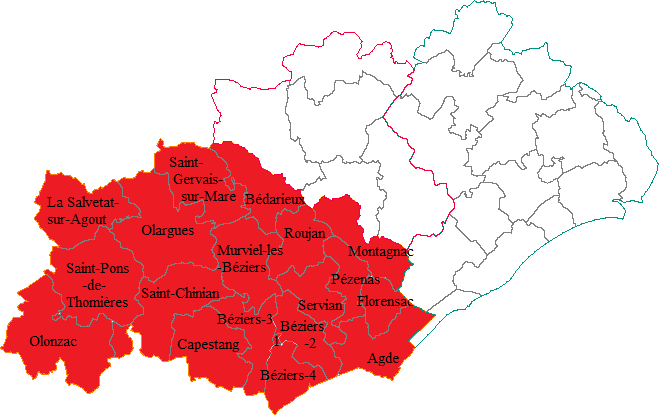

Безье (фр. Béziers) — округ (фр. Arrondissement) во Франции, один из округов в регионе Окситания. Департамент округа — Эро. Супрефектура — Безье.
Население округа на 2006 год составляло 282 843 человек. Плотность населения составляет 95 чел./км². Площадь округа составляет всего 2987 км².